# 鐮形真精器魚
鐮形真精器魚，為輻鰭魚綱銀漢魚目精器魚科的其中一種，分布於亞洲菲律賓Luzon淡水流域，為熱帶淡水魚，體長可達3.4公分，棲息在表層水域，生活習性不明。

## 擴展閱讀
維基物種上的相關：鐮形真精器魚